# Hertsångerälven
Hertsångersälven är en liten älv i mellersta Västerbottens kustland med en längd på cirka 1 mil, om källflöden inkluderas är den cirka 4 mil. Avrinningsområdet är 506 km². Älven bildas av åarna Flarkån och Kålabodaån vars källor finns i södra delen av Skellefteå kommun, som löper samman söder om Ånäset i norra delen av Robertsfors kommun och mynnar vid Gumbodahamn. 
Ibland, till exempel av SMHI, betraktas Kålabodaån som huvudfåra och får ge namn åt hela avrinningsområdet – Kålabodaåns avrinningsområde, men på topografiska kartan har älven namn efter byn Hertsånger. Även länsstyrelsen använder sig av namnet Hertsångerälven.